# Pastillodes agathidioides
Pastillodes agathidioides là một loài bọ cánh cứng trong họ Cybocephalidae. Loài này được Peyerimhoff miêu tả khoa học năm 1927.